# Каннский кинофестиваль 1989
42-й Каннский кинофестиваль 1989 года, проходивший с 11 по 23 мая в Каннах, Франция. Фестиваль открывали потомки Чарли Чаплина, начиная от его дочери-актрисы Джеральдины и до пятилетних прапраправнуков. Все они граждане разных стран и говорят на разных языках. Фестиваль приветствовали три мальчика: один на английском языке, другой на французском и третий на испанском.

## Жюри
- Вим Вендерс, кинорежиссёр ( ФРГ) — председатель
- Кристин Гуз-Ренал, продюсер ( Франция)
- Клод Бейли, кинокритик ( Франция)
- Жорж Делерю, композитор ( Франция)
- Эктор Бабенко, кинорежиссёр и сценарист ( Бразилия)
- Кшиштоф Кесьлёвский, кинорежиссёр ( Польша)
- Петер Хандке, писатель и драматург ( Австрия)
- Рене Бланша
- Салли Филд, актриса ( США)
- Сильвио Клементелли, продюсер ( Италия)

## Фильмы в конкурсной программе
- Химера
- Паутина
- Делай как надо
- Время цыган
- Лунный мальчик
- Крик во тьме[1]
- Франциск
- Иисус из Монреаля
- Чёрный дождь
- Женщины на крыше
- Заблудшие ангелы
- Мсье Ир
- Таинственный поезд
- Новый кинотеатр «Парадизо»
- Воссоединение
- Розали идёт за покупками
- Секс, ложь и видео
- Сплендор
- Душечка
- Вешние воды
- Слишком красивая для тебя
- Kuarup

## Особый взгляд
- Девять кругов ада
- Мой XX век
- Барокко
- Почему Бодхидхарма ушёл на Восток?
- Десятый «подпольный»
- Ошибки юности
- Шкуры
- Рождение
- Святая кровь
- Золотые кандалы
- Smertch
- The Prisoner of St. Petersburg
- Treffen in Travers
- Venus Peter
- Voices of Sarafina!
- Wired
- Schwarze Sünde
- Malpractice
- Zugzwang

## Фильмы вне конкурсной программы
- 1001 фильм
- 50 лет
- Враг народа
- Лоуренс Аравийский
- Le peuple singe
- Нью-йоркские истории
- Старый гринго
- Скандал
- Orapronobis

## Параллельные секции

### Короткометражные фильмы
- Замужняя женщина из уезда Намсыонг (1987)[2]